# U Černého vola
U Černého vola je památkově chráněný městský dům se stejnojmennou restaurací ležící na Hradčanech na Loretánském náměstí čp. 107. Hostinský provoz zde má dlouholetou tradici a kromě vyhlášené kvality piva je podnik známý tím, že finančně podporuje nedalekou hudební školu pro nevidomé.

## Historie
Již v roce 1726 je v domě evidovaná šenkovní místnost. Pohostinská živnost se sem opakovaně vracela. Ve třicátých letech 19. století tady sídlil Ženský spolek, jež řídila kněžna Eleonora z Thurnu a Taxisu. Od roku 1872 zde vedli hostinec manželé Svobodovi, tehdy nesl označení U Zlatého vola. Pravidelně se zde scházel Občanský klub hradčanský, politikové zpestřovali své hospodské schůze zajímavými hosty, kteří zde vedli přednášky na různá témata. Od roku 1899 hostinec patřil Josefu Brindovi, jehož svérázná povaha do podniku přivedla stálou a zajímavou klientelu. Navštěvovali jej jak místní obchodníci a řemeslníci, tak vojáci z nedalekých kasáren, ale též politikové, spisovatelé a kumštýři. Zejména budoucí politická reprezentace zde nacházela útočiště, včetně mnoha členů tzv. Maffie. Chodili sem např. budoucí premiér Karel Kramář, pozdější ministři národní obrany Václav Klofáč, financí Alois Rašín a spravedlnosti František Soukup, stejně jako místopředseda poslanecké sněmovny František Buříval. Mezi častými hosty nechyběli ani spisovatelé Ignát Herrmann a Jakub Arbes, architekt Kamil Hilbert, malíř Mikoláš Aleš nebo sochař Jan Štursa. Docházeli sem také studenti z nedalekých kolejí, z nichž někteří připravovali velmi populární satirický časopis Trn. Mnozí ze studentů se později stali uznávanými umělci jako Alois Bučánek, Vojtěch Tittelbach, František Bartoš nebo Karel Lidický.

## Obnovení provozu
Po smrti Josefa Brindy (1930) hostinec vedla jeho dcera Alžběta. V poválečných letech krátce zanikl a sídlilo zde komunistické agitační středisko Národní fronty, nicméně počátkem 60. let započala jeho renovace, která podniku vtiskla podobu, jakou má do dnešních dnů. Jejím autorem je architekt Rudolf Hadrava. Znovu otevřel roku 1965 a nabízel pivo z Velkopopovického pivovaru. Koncem 80. let hostinec fungoval i jako tajná redakce tehdy samizdatových Lidových novin. Mezi štamgasty nechyběli lidé jako spisovatel Karel Pecka, filosof Karel Kosík, textař Pavel Vrba, sochař Josef Adámek, fotografové Stanislav Tůma, Jan Reich a mnozí další. Přímo v pivnici se natáčela jedna scéna pro komedii Víta Olmera a Jiřího Justa Jako jed (1985)
se Zdeňkem Svěrákem v hlavní roli nebo povídkový televizní snímek podle předlohy Karla Pecky Malostranské humoresky. Podrobnou historii pivnice a domu popsal Lukáš Berný v knize Kde pijí múzy 4 – Z Malé Strany na Hradčany (2017).

## Škola Jaroslava Ježka
Po sametové revoluci podnik dlouhá léta řídil Bohumil Landergot, který zde působil již za socialismu. V té době hostinec začal pomáhat nedaleké hudební Škole Jaroslava Ježka (čp. 104) pro nevidomé děti, kdy z každého prodaného půllitru část peněz odvedl škole. Místní sdružení, které se o spolupráci staralo, získalo za dobročinnost cenu nadace Místa v srdci (1997).

## Název U Černého vola
Původ názvu je nejasný. Dům má historicky doloženo mnoho jmen jako U svatého Lukáše, U Panny Marie pomocné, U Mariánského obrazu, též U Bílé růže nebo dle někdejšího majitele Ostermayerovský. V 18. století se již častěji objevuje spojení U Černého vola. Zpravidla se uvádí, že vzniklo omylem, když se přepsal písař a zaměnil (a zkomolil) název jednoho z vedlejších domů, jenž zněl U Černých vorlů.

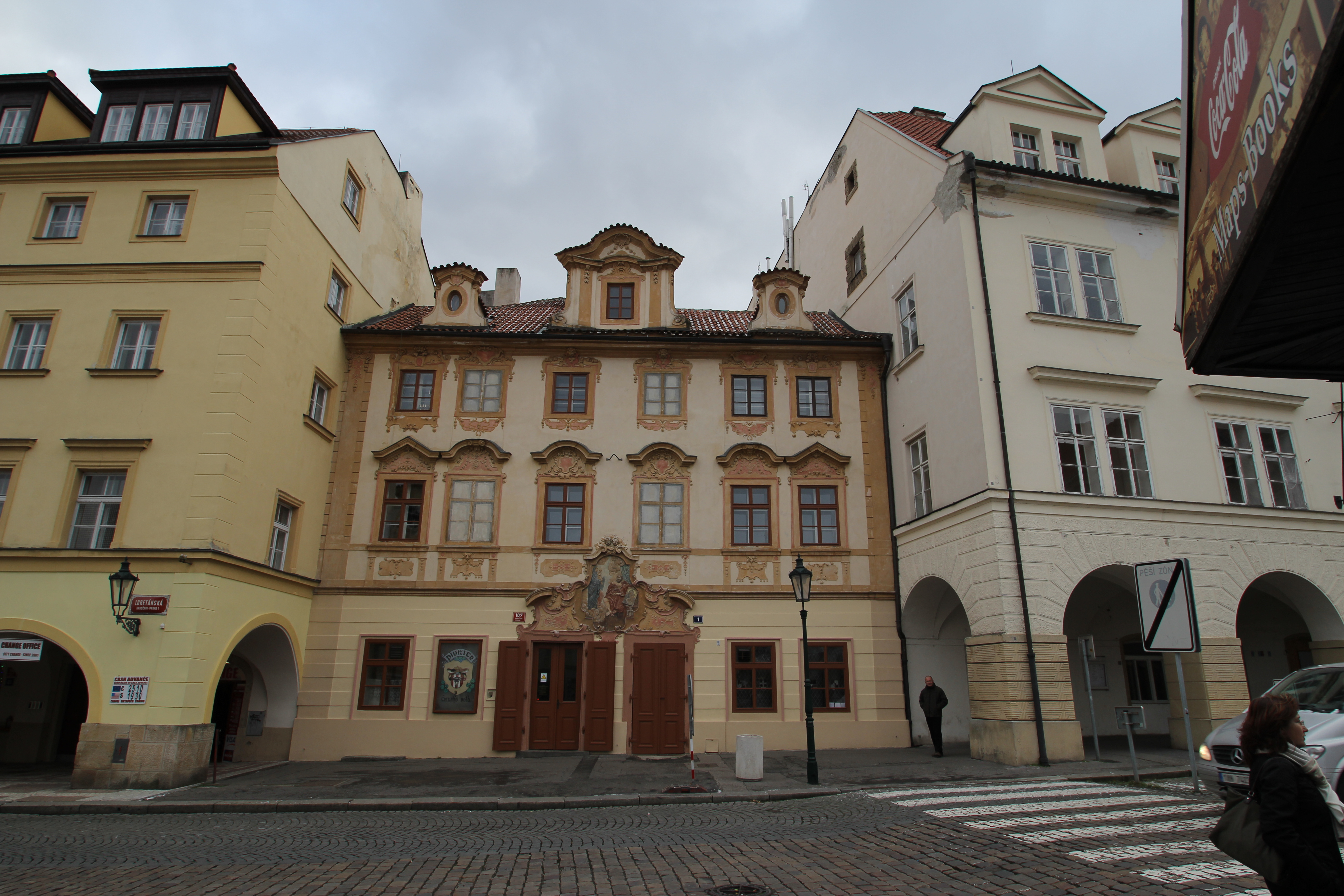
Průčelí U Černého vola
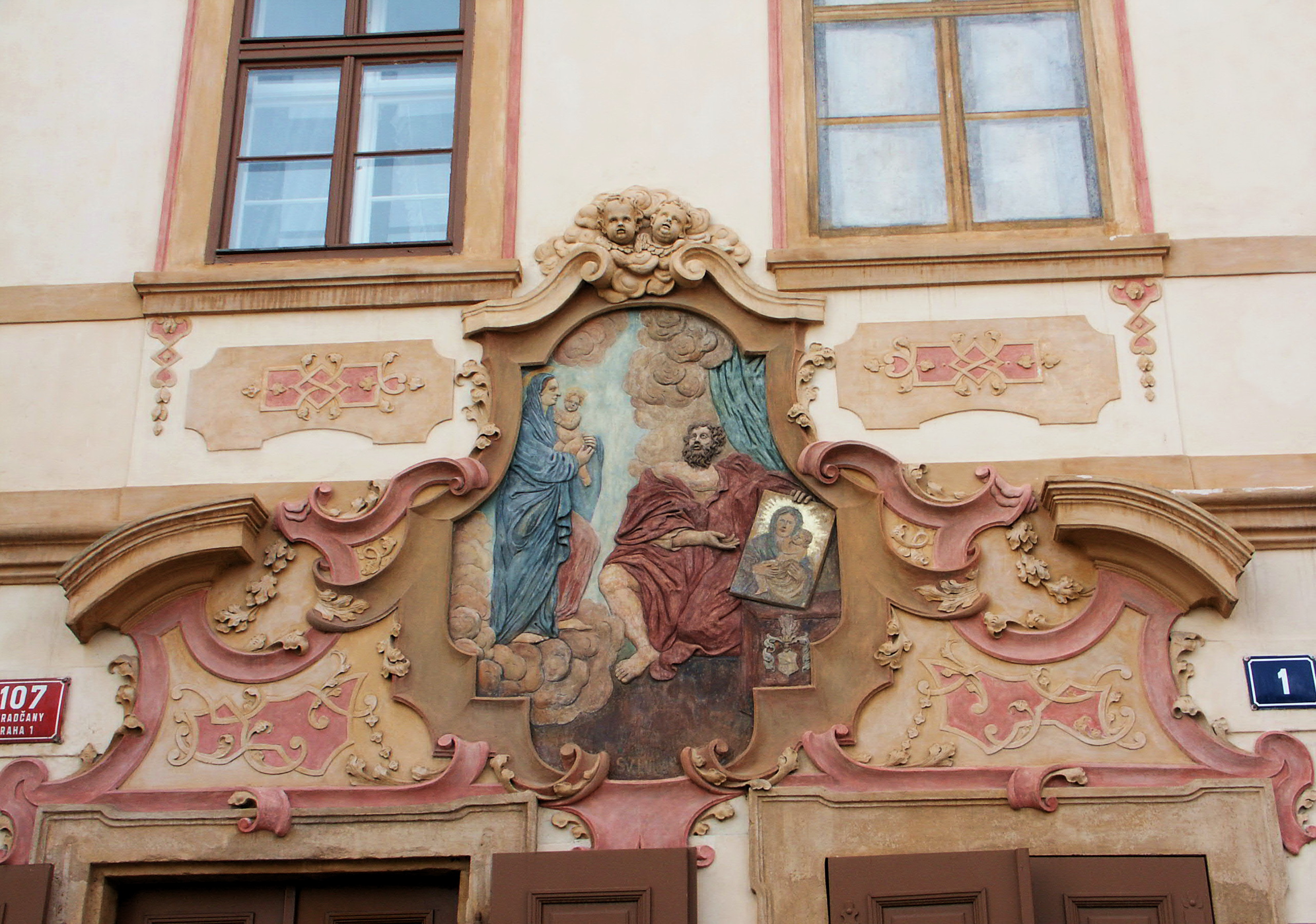
Detail domovního znamení
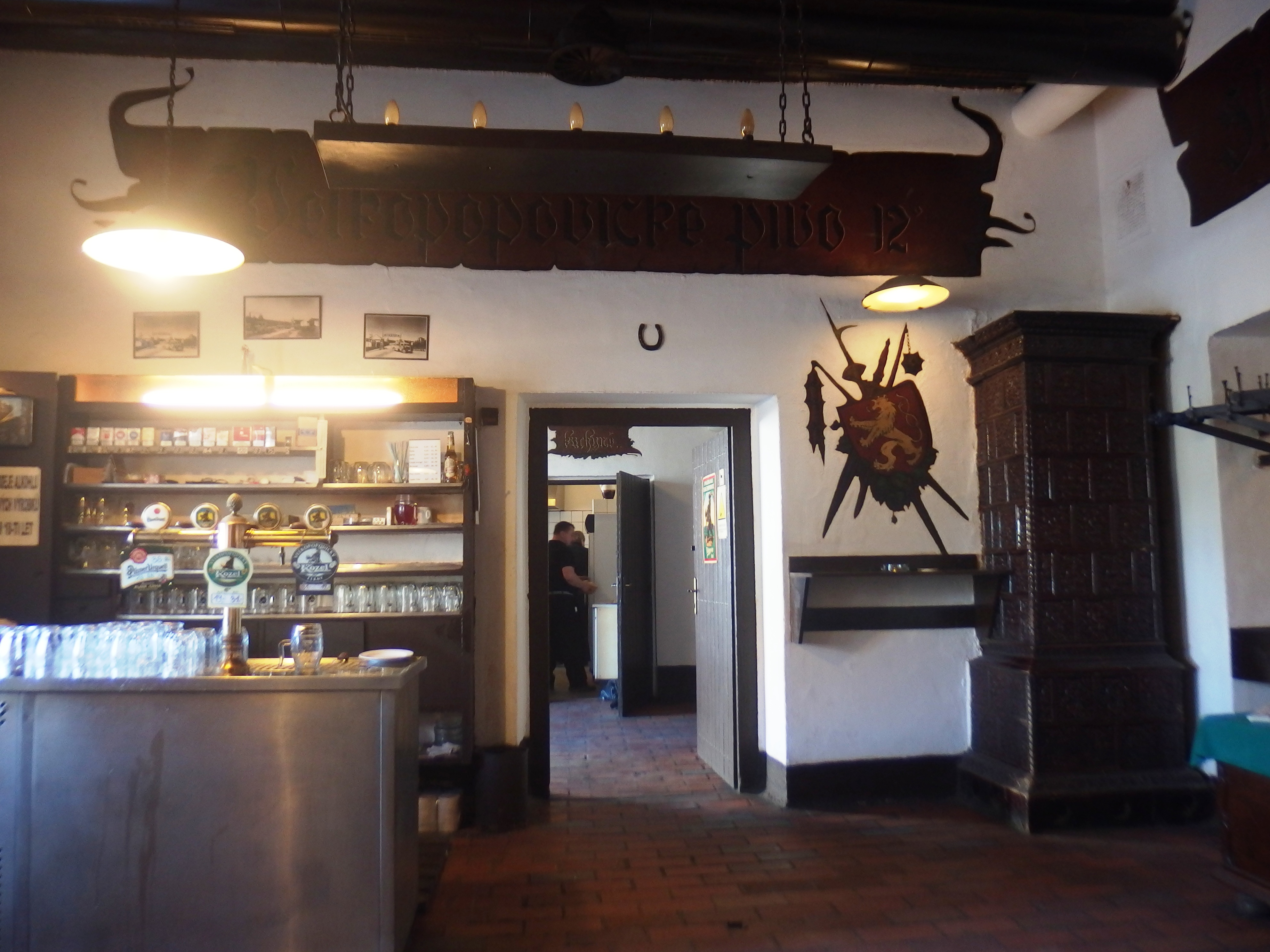
Výčep
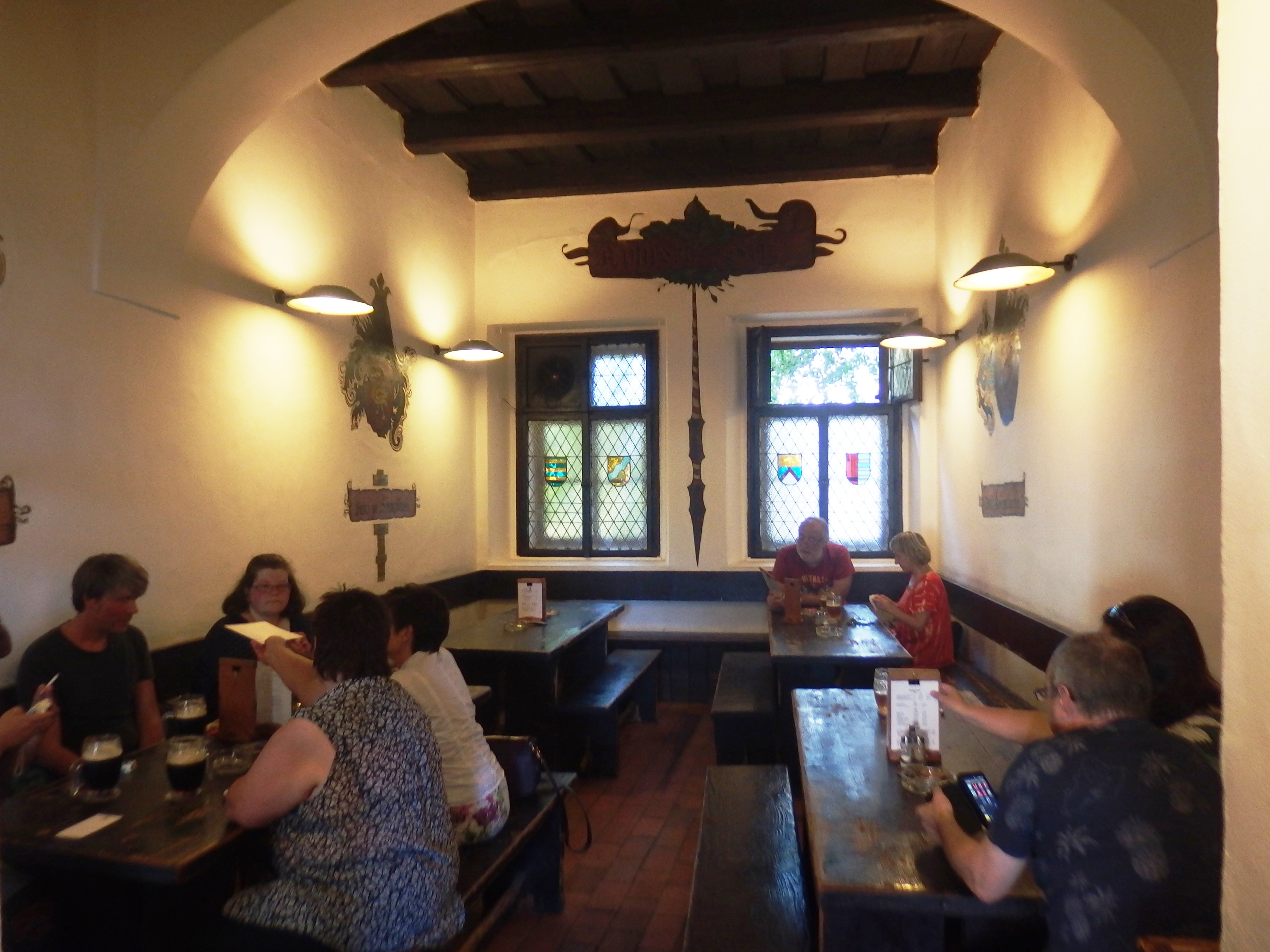
Lokál